# Marcel Maltritz
Marcel Maltritz (*Magdeburgo, Alemania, 2 de octubre de 1978) es un exfutbolista alemán. Jugaba de volante y su último equipo fue el VfL Bochum de la 2. Bundesliga.

## Selección nacional
Ha sido internacional con la selección de fútbol sub-21 de Alemania, ha jugado 9 partidos internacionales.

## Clubes
| Club             | País     | Año       |
| ---------------- | -------- | --------- |
| 1. FC Magdeburgo | Alemania | 1996-1998 |
| VfL Wolfsburg    | Alemania | 1999-2001 |
| Hamburgo SV      | Alemania | 2001-2004 |
| VfL Bochum       | Alemania | 2004-2014 |